# Martin Candinas
Martin Candinas (Ilanz/Glion, 20 augustus 1980) is een Zwitsers politicus voor Het Centrum uit het kanton Graubünden.

## Biografie
Martin Candinas was lid van de Grote Raad van Graubünden van mei 2006 tot november 2011. Bij de federale parlementsverkiezingen van 2011 werd hij voor het eerst verkozen in de Nationale Raad, waarvan hij van 29 november 2022 tot 3 december 2023 voorzitter was.